# 金子栞
金子栞（1995年6月13日—），是日本女性偶像團體SKE48 Team E的前成員，埼玉縣出身，隸屬於AKS。

## 簡歷
2010年
- 9月29日，SKE48第4期生選拔合格（應徵總人數5,888名，最終合格者16名）。
- 12月6日，隨著Team E的組成，從研究生升格，成為SKE48的正式成員。

2011年
- 1月1日，在元旦舉行的SKE48的元旦公演之中，以Team E成員的身分，在SUNSHINE SAKAE（SKE48劇場）的舞台上表演，與同Team的木本花音一同擔任Team E的中心。
- 11月9日，成為SKE48第7張單曲《愛就OK》的選拔成員，首次進入選拔組。

2012年
- 1月25日，成為SKE48第8張單曲《片思いFinally》的選拔成員。
- 5月16日，成為SKE48第9張單曲《アイシテラブル!》的選拔成員。

2013年
- 6月8日，成功於AKB48第32張單曲選拔總選舉獲得63位，首次進入AKB單曲的Future Girls。

2014年
- 4月8日，於官方設立之個人Blog中宣布考取大學[2]，同時發表將從SKE48畢業的消息。[3]。
- 4月29日，最後作為SKE48的一員，在該日進行的個別握手會，正式從SKE48畢業。

## 人物
- 為SKE48之中唯一一名出身自關東地方的正式成員。
- 公演口號為「一～二，Happy Happy，嗯！今天也將要許多的Happy Smile傳達給大家。我是埼玉縣出生、○○歲的金子栞。」
- 是SKE48之中，繼高田志織（Takada Shiori）、小木曾汐莉（Ogiso Shiori）和井口栞里（Iguchi Shiori）之後的第四位「Shiori」。
- 不是本人自己報名甄選會的。
- 是家鄉埼玉縣的職業足球會「浦和紅鑽」的球迷。
- 曾在演唱會上自己爆料說，從小學開始就持續在參加競走大賽。
- 因為呆呆的個性，被成員認定是「天然」的人物，但自己強烈否定，自稱是乾脆主義。
- 綽號「金醬（きんちゃん）」是由SKE的劇場支配人湯浅洋所取的。

## SKE48的參加曲

### 單曲CD選拔曲
- 青春好難為情 - 紅組名義
- 讓我不敢靠近
- 我不會怨誰 - 紅組名義
- 討厭父親 - 紅組名義
- 愛就OK
- 片想いFinally
- 今天之前的事、今後的事
- アイシテラブル!
- 鳥兒不知天之際 - 紅組名義
- 追逐Shadow - 紅組名義
- 莎啦啦的日曆 -  Team E名義
- 穿過夜晚 - セレクション8名義

## 參加组合曲
TeamE 1st Stage「睡衣兜風」公演
- 愛恨交織的淚水

TeamE  2nd Stage「逆上がり」公演
- 抱きしめられたら

TeamE  3rd Stage「僕の太陽」公演
- 向日葵

## 出演

### 綜藝
- 週刊AKB（2011年1月21日、28日，東京電視台）
- ぶっつけ!!～SKE48マルチタレントへの道～（2011年4月8日－，東海電視台）
- 明星尋找太郎（2011年6月4日、11日、7月2日、9日、8月20日、27日、9月3日，東京電視台）
- SKE48的世界征服女子（2011年10月24日－，中京電視台）

### 廣播
- SKE48♥1+1は2じゃないよ!（2010年12月7日，東海廣播）
- SKE48 観覧車へようこそ!!（2010年12月13日，CBC廣播）

### 演唱會
- SKE48 演唱會「汗の量はハンパじゃない」（2010年10月，SHIBUYA-AX、Zepp Nagoya、神戶国際会館大廳）
- Kinect for Xbox 360 Presents 1!2!3!4!請多關照!勝負は、これからだ! supported by LAWSON（2010年11月27日，愛知縣藝術劇場大廳）

### 電影
- 少女basara -战国时代不在服务区-（2011年11月26日公開，角川電影）

## 註解
1. ↑  .   [2018-08-15]. （原始内容存档于2018-08-15）.
2. ↑  . SKE48官方網站的金子栞個人Blog. 2014-04-08  [2014-04-08]. （原始内容存档于2014-04-08） （日语）.
3. ↑  . SKE48官方網站. 2014-04-08  [2014-04-08]. （原始内容存档于2014-04-08） （日语）.

## 外部連結
- SKE48公式個人資料頁 （页面存档备份，存于）
- 金子栞官方部落格「金子栞のはっぴぃすまいる」 （页面存档备份，存于）
- SKE48官方部落格 （页面存档备份，存于）
- 金子栞的X（前Twitter）（2014年5月3日 - ）